# Landeskanal
Der Landeskanal ist ein liechtensteinischer Fernsehkanal, der offizielle Informationen im Vollbild- und Teletext-System übermittelt. Er nahm 1992 den Sendebetrieb auf und wird vom Presse- und Informationsamt betrieben. Der Landeskanal erreicht über die Kabelnetze der Telecom Liechtenstein und TV-COM über 80 Prozent der Haushalte. Das Fernsehprogramm besteht aus liechtensteinischen Filmen, öffentlichen Veranstaltungen, sportlichen Ereignissen und täglich aktualisierten Texttafeln. Seit Juni 2008 werden die Inhalte des Landeskanals auch im Internet zur Verfügung gestellt.